# Nano Stern
Nano Stern (Santiago, 30 de marzo de 1985) es un cantautor, multiinstrumentista, poeta y compositor chileno, adscrito a la «tercera generación de cantautores chilenos» que aparecen a partir de la década de 1990. Su trabajo se vincula con el canto popular, y ha incursionado en el jazz, la trova, el folk y el rock.

## Carrera
Stern conoció los violines a los 3 años de edad. Colaboró con importantes bandas de folk rock como Matorral y Mecánica Popular. A los 19 años abandonó sus estudios de composición para irse a Europa, más específicamente a la ciudad de Colonia. En dicho país se contactó con el grupo de fusión latinoamericana Ortiga, que había abandonado Chile en los años 1980. Junto a ellos tocó algunos meses y esa experiencia fue la que lo acercó al canto popular, especialmente a la nueva canción chilena.
Instalado en Holanda, Stern retomó sus estudios y empezó a colaborar en diversos proyectos, al tiempo que dio vida a su primer trabajo como solista, titulado Nano Stern, que se publicó en 2006 y que cuenta con nueve canciones, dos de ellas instrumentales. El disco fue promocionado con una gira por Europa y posteriormente en Chile en un concierto junto al también cantautor Manuel García.
Un año más tarde publicó Voy y vuelvo, por el que recibiría una nominación al Premio Altazor y un galardón Apes al mejor disco de 2008.
Su tercer disco, Los espejos, fue elegido por la versión chilena de la revista Rolling Stone como uno de los 10 mejores del año 2009. La presentación del álbum se celebró el 30 de mayo de ese año en el Teatro Oriente, y contó con la participación de Manuel García.
En enero de 2010 participó junto a Camila Moreno y García en el Festival del Huaso de Olmué, presentación que terminó en polémica por algunos dichos de Moreno en el escenario en contra del entonces presidente electo Sebastián Piñera.
Luego, presentó su DVD documental En casa, que muestra las imágenes del concierto lanzamiento de Los espejos en el Teatro Oriente. En el mismo año realizó giras por Europa y Australia además de una gira por el país junto al joven cantautor Chinoy, la cual llamaron "A 12 cuerdas".
Las torres de sal —su cuarto álbum de estudio, grabado en vivo en cinco días en la Sala Máster de la Universidad de Chile— salió en 2011. Compuesto por 13 canciones, cuenta con las colaboraciones de Joe Vasconcellos en el tema «Lágrimas de oro y plata» y Francisco Sazo (voz del grupo Congreso) en el tema «Naufragar», entre otros. El disco obtuvo el Premio Altazor a mejor disco Fusión.
Durante 2012, Nano Stern se establece en Santiago, tras más de 7 años de itinerancia, al tiempo que continúa girando por el mundo. Colabora con la legendaria banda Inti-Illimani, junto a quienes interpreta «La siembra», canción con letra de Stern y música de Manuel Meriño. Es invitado a la serie de conciertos que conmemoran los 40 años de dicho conjunto, en los que toca varias de sus canciones. También colabora con el cuarteto Zurkos, dando vida así a una nueva rama de su ya fértil árbol creativo. Junto a la banda Juana Fe, graba un disco de colaboración y se presenta a lo largo del país. En septiembre es invitado a participar del festival Despierta, donde ofrece un potente recital que lo sitúa junto a músicos de la talla de los argentinos Pedro Aznar, León Gieco y Kevin Johansen, la colombaina Totó la Momposina o el uruguayo Jorge Drexler.
Nano Stern participó en 2014 en la cuarta versión del festival Lollapalooza Chile, donde se presentó el primer día, el sábado 29 de marzo. En agosto debutó en el programa Encuentro en el Estudio de la Televisión Pública Argentina, que en su séptima temporada tuvo como invitados, además de a Stern, a grupos y solistas latinoamericanos como el ya citado Drexler, La Vela Puerca (Uruguay), los grupos argentinos Escalandrum y La Renga; la venezolana Cecilia Todd, el gitano español Diego el Cigala, la cubana Yusa, el ecuatoriano Alex Alvear. Al presentarlo, Lalo Mir señaló: "Pertenece a una nueva generación de cantautores que no se daba desde la Nueva Canción Chilena. En su música, el folklore convive con los sonidos contemporáneos, las raíces y la tradición... Y el presente, contempla al pasado para construir el futuro. Hoy, Encuentro en el Estudio con Nano Stern".

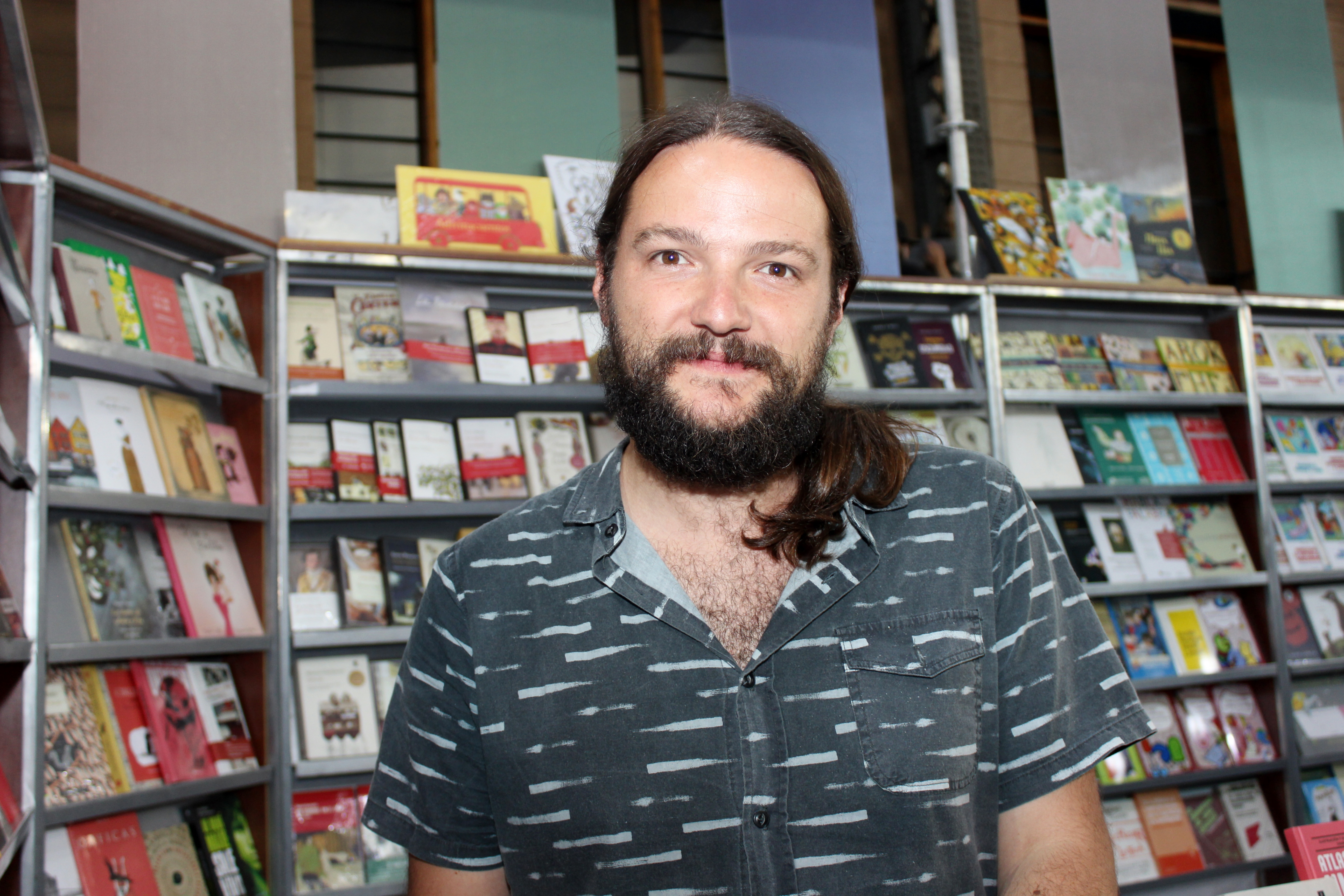
Nano Stern en la FILSA 2018

Su primer Cancionero, lanzado por Liberalia Ediciones en 2016 como parte de las celebraciones de sus primeros 10 años de trayectoria, lleva un prólogo de la musicóloga Gina Allende, además de un saludo del periodista Luis Hernández, y contiene las letras, tablaturas y acordes de guitarra de 38 temas creados por Stern, que van acompañadas de ilustraciones de Sol Díaz.
En la FILSA 2018, Nano Stern, con unos sonetos, debutó públicamente como poeta, de la mano de Óscar Hahn, Premio Nacional de Literatura. "El Nano también es poeta, no es un cantautor que escribe poesía en su tiempo libre, es un poeta", afirmó Hahn en el programa #AquíYAhora.
Stern ha generado con Hahn "una relación de amistad, de discípulo y maestro, y de admiración profesional". El cantautor cuenta que esta relación tuvo su inicio en 2011, en los Premios Altazor. Para Nano Stern “la poesía no corresponde a los guetos, está en todas partes, en las calles, está en todos lados, en los versos de los adolescentes y en las manitos de los viejos“.
En 2020 compuso una canción llamada "Regalé mis ojos", dedicada al estudiante universitario Gustavo Gatica quien perdió sus ojos debido a disparos realizados con escopetas antidisturbios por parte de Carabineros de Chile en una de las protestas convocadas a partir del estallido social del 18 de octubre de 2019. Stern cedió todos los derechos de autor de dicha obra al estudiante afectado.

## Influencias
Sus primeros estudios de música lo introdujeron en estilos como el jazz y el rock, pero fue en sus viajes a Europa donde cultivó su gusto por la fusión latinoamericana, el folk y con la nueva canción chilena. Tiene influencias de artistas chilenos como la agrupación Inti-Illimani o el grupo Los Jaivas, así como Víctor Jara y Violeta Parra, a quienes les dedicó su canción «Dos cantores». «Necesito una canción» es, según comentó alguna vez el mismo Stern, una respuesta a la canción de Violeta Parra «Cantores que reflexionan».

## Discografía
- 2006: Nano Stern
- 2007: Voy y vuelvo
- 2009: Los espejos
- 2011: Nano Stern live in concert
- 2011: Las torres de sal
- 2013: La Cosecha
- 2014: San Diego 850, en vivo (2 CD + DVD)
- 2015: Mil 500 vueltas
- 2017: Cancionero (mejores éxitos)
- 2020: Ya es tiempo, homenaje a Congreso (junto a Simón González)
- 2022: Aún creo en la belleza
- 2023: Canta a Victor Jara